# 첼로 소나타
첼로 소나타(cello sonata)는 일반적으로 피아노를 수반한 솔로 첼로를 위해 쓰인 소나타이다.

## 개요
독주의 악기로서 첼로를 본격적으로 다룬 작곡가는 다섯 곡의 첼로 소나타를 쓴 루트비히 판 베토벤이며, 가장 유명한 낭만주의 첼로 소나타는 요하네스 브람스가 작곡한 것이다. 고전주의 이전의 최초의 첼로 소나타 형식 중 일부는 18세기에 제미니아니나 안토니오 비발디, 보케리니 등에 의해 쓰인 것이었다.
기존의 피아노와 바이올린을 위한 소나타를 옮겨 쓰거나, 혹은 바이올린 파트를 첼로용으로 바꿔 쓰는 등 첼로 소나타로 연주하는 사례도 있는데, 특히 프랑크의 "바이올린 소나타 가장조"나 브람스의 "바이올린 소나타 1번"("비의 노래")과 같은 예가 유명하다. 또한 비슷한 편곡으로 가장 유명한 예는 슈베르트의 "아르페조네 소나타"를 들 수 있다.
한편, 바흐의 작품 인지가 진행됨에 따라, 그것에 촉발된 작품이 이 분야에도 출현하게 되었다. 이자이와 졸탄의 무반주 첼로 소나타는 바흐의 무반주 첼로 모음곡에 감화되어 있다.

## 주요 첼로 소나타 목록
- 샤를 발랑탱 알캉
  - 협주곡 소나타, 작품 번호 47 (1857)
- 새뮤얼 바버
  - 첼로 소나타 다단조, 작품 번호6 (1932)
- 아놀드 백스
  - 첼로 소나타(1923)
  - 첼로 소나티나(1933)
  - 레전드-소나타 (1943)
- 루트비히 판 베토벤
  - 첼로 소나타 1번 바장조, 작품 번호 5-1 (1796)
  - 첼로 소나타 2번 사단조, 작품 번호 5-2 (1796)
  - 첼로 소나타 3번 가장조, 작품 번호 69 (1808)
  - 첼로 소나타 4번 다장조, 작품 번호 102-1 (1815)
  - 첼로 소나타 5번 라장조, 작품 번호 102-2 (1815)
- 이슬리 블랙우드 주니어
  - 첼로 소나타, 작품 번호 1
- 요하네스 브람스
  - 첼로 소나타 1번 마단조, 작품 번호 38 (1862–5)
  - 첼로 소나타 2번 바장조, 작품 번호 99 (1886)
- 프랭크 브리지
  - 첼로 소나타 라단조 H. (Hindmarsh) 125 (1913-7)
- 벤저민 브리튼
  - 첼로 소나타 다장조, 작품 번호 5 (1961)
- 엘리엇 카터
  - 첼로 소나타(1948)
- 프레데리크 쇼팽
  - 첼로 소나타 사단조, 작품 번호 65(1845–6)
- 조지 헨리 크럼
  - 독주첼로를 위한 소나타 (1955)
- 클로드 드뷔시
  - 첼로 소나타 라단조 (1915)
- 프레더릭 딜리어스
  - 첼로 소나타 (1916)
- 펠릭스 드레제케
  - 첼로 소나타 라장조, 작품 번호 51 (1890)
- 안토닌 드보르자크
  - 첼로 소나타 바장조 (1865)
- 제오르제 에네스쿠
  - 첼로 소나타 바단조, 작품 번호 26-1 (1898)
  - 첼로 소나타 다장조, 작품 번호 26-2 (1935)
- 가브리엘 포레
  - 첼로 소나타 1번 라단조, 작품 번호 109 (1917)
  - 첼로 소나타 2번 사단조, 작품 번호 117 (1921)
- 세자르 프랑크
  - 바이올린 소나타 가장조
- 프랑수아 프랑쾨르
  - 첼로와 피아노를 위한 소나타 마장조
- 피터 라신 프리커
  - 첼로 소나타 (1956)
- 졸탄 가르도니
  - 첼로 소나타 (1944)

- 에드바르 그리그
  - 첼로 소나타 가단조, 작품 번호 36 (1883)
- 파울 힌데미트
  - 첼로 소나타, 작품 번호 11-3 (1919)
  - 첼로를 위한 소나타, 작품 번호 25-3 (1923)
  - 첼로 소나타 (1948)
- 바운 홀름보
  - 독주 첼로를 위한 소나타, 작품 번호 101 (1968–69)
- 아르튀르 오네게르
  - 첼로 소나타 라단조, H.32 (1920)
- 베르톨드 훔멜
  - 첼로 소나타 바장조, 작품 번호 2 (1950)
  - Sonata brevis, Op. 11a (1955)
- 요한 네포무크 훔멜
  - 소나타 가장조, 작품 번호 104
- 존 아일랜드
  - 첼로 소나타 사단조 (1923)
- 주제페 마리아 자키니
  - 소나타 3번 다장조 (1697)
- 드미트리 카발렙스키
  - 첼로 소나타 내림가장조, 작품 번호 71 (1962)
- 코다이 졸탄
  - 첼로 소나타, 작품 번호 4 (1907)
  - 독주 첼로를 위한 소나타, 작품 번호 (1915)
  - 첼로 소나티네 1923)
- 에두아르 랄로
  - 첼로 소나타 (1856)
- 로웰 리버만
  - 첼로 소나타 1번, 작품 번호 3 (1978)
  - 첼로 소나타 2번, 작품 번호 61 (1998)
  - 첼로 소나타 3번, 작품 번호 90 (2005)
  - 첼로 소나타 4번, 작품 번호 108 (2008)
- 리게티 죄르지
  - 독주 첼로를 위한 소나타
- 알베리크 마냐르
  - Sonata for Cello in A, Op. 20 (1910)
- 펠릭스 멘델스존
  - 첼로 소나타 1번 내림나장조, Op. 45 (1838)
  - 첼로 소나타 2번 라장조 Op. 58 (1842–3)
- 이그나츠 모셸레스
  - 첼로 소나타 1번, Op. 34 in B-flat
  - 첼로 소나타 2번, Op. 121 in E
- 헨리크 오스왈드
  - 첼로 소나타 1번 라단조, Op. 21 (1898)
  - 첼로 소나타 2번 내림마장조, Op. 44 (1916)
- 휴버트 패리
  - 첼로 소나타 가장조 (1879–83)
- 프랑시스 풀랑크
  - 첼로 소나타, FP 143 (1948)
- 세르게이 프로코피예프
  - 첼로 소나타 다장조 Op. 119 (1949)
  - 독주 첼로를 위한 소나타 올림다단조, Op. 134 (unfinished)
- 세르게이 라흐마니노프
  - 첼로 소나타 사단조, Op. 19 (1901)
- 모리스 라벨
  - 바이올린과 첼로 소나타 가단조, Op. 73 (1920–22)

- 막스 레거
  - 첼로 소나타 1번 바단조, 작품 번호 5 (1892)
  - 첼로 소나타 2번 사단조, 작품 번호 28 (1898)
  - 첼로 소나타 3번 바장조, 작품 번호 78 (1904)
  - 첼로 소나타 4번 가단조, 작품 번호 116 (1910)[2]
- 에드먼드 러브라
  - 첼로 소나타 사단조, Op. 60 (1946)
- 카미유 생상
  - 첼로 소나타 1번, 작품 번호 32
  - 첼로 소나타 2번, 작품 번호 123
- 알프레트 시닛케
  - 첼로 소나타 1번 (1978)
  - 첼로 소나타 2번 (1993/4)
- 프란츠 슈베르트
  - 아르페지오네를 위한 소나타 가단조, D.821
- 드미트리 쇼스타코비치
  - 첼로 소나타 라단조, 작품 번호 40 (1934)
- 찰스 빌리어스 스탠포드
  - 첼로 소나타 1번 가장조, 작품 번호 9 (1878)
  - 첼로 소나타 2번 라단조, 작품 번호 39 (1893)
- 리하르트 슈트라우스
  - 첼로와 피아노를 위한 소나타 바장조 (1882)
- 안토니오 비발디
  - 최소 아홉 개의 첼로 소나타
- 쿠르트 바일
  - 첼로와 피아노를 위한 소나타 (1920)